# Habib Fardan
Bản mẫu:Arabic name
Habib Al Fardan (tiếng Ả Rập: حبيب الفردان, sinh ngày 11 tháng 11 năm 1990) là một cầu thủ bóng đá người Các Tiểu vương quốc Ả Rập Thống nhất hiện tại thi đấu ở vị trí tiền vệ tấn công cho Al-Nasr.

## Tiểu sử
Al Fardan sinh ra ở Dubai. Anh thi đấu cho UAE tại Thế vận hội Mùa hè 2012.

## Sự nghiệp câu lạc bộ
Khi còn trẻ, anh thi đấu ở Al Wasl và sau đó được chuyển đến Al Nasr. Anh gia nhập Al Ahli vào mùa hè năm 2014 sau khi liên kết với Al Jazira.

## Sự nghiệp quốc tế
Vào tháng 6 năm 2011, Habib ra mắt quốc tế trong thất bại 2–3 Kuwait trong trận giao hữu.

### Bàn thắng quốc tế
Tỉ số và kết quả liệt kê bàn thắng của Các Tiểu vương quốc Ả Rập Thống nhất trước.
| Bàn thắng | Ngày                 | Địa điểm                                               | Đối thủ            | Tỉ số | Kết quả | Giải đấu                 |
| --------- | -------------------- | ------------------------------------------------------ | ------------------ | ----- | ------- | ------------------------ |
| 1.        | 11 tháng 9 năm 2012  | Sân vận động Al-Rashid, Dubai, UAE                     | Kuwait             | 2–0   | 3–0     | Giao hữu                 |
| 2.        | 6 tháng 2 năm 2013   | Sân vận động Quốc gia Mỹ Đình, Hà Nội, Việt Nam        | Việt Nam           | 2–1   | 2–1     | Vòng loại Asian Cup 2015 |
| 3.        | 5 tháng 9 năm 2013   | Sân vận động Quốc tế Nhà vua Fahd, Riyadh, Ả Rập Xê Út | Trinidad và Tobago | 1–0   | 3–3     | Giao hữu                 |
| 4.        | 19 tháng 11 năm 2013 | Sân vận động Thành phố Thể thao Zayed, Abu Dhabi, UAE  | Việt Nam           | 4–0   | 5–0     | Vòng loại Asian Cup 2015 |
| 5.        | 3 tháng 6 năm 2014   | Sân vận động Arbères, Meyrin, Thụy Sĩ                  | Gruzia             | 1–0   | 1–0     | Giao hữu                 |
| 6.        | 3 tháng 9 năm 2015   | Sân vận động Thành phố Thể thao Zayed, Abu Dhabi, UAE  | Malaysia           | 4–0   | 10–0    | Vòng loại World Cup 2018 |

## Danh hiệu
- Hạng ba Cúp bóng đá châu Á (1): 2015